# Jean Fellot
Jean Fellot (* 8. Juni 1905 in Saint-Marcellin, Département Isère; † 2. März 1967 in Paris) war ein französischer Organist und Musikpädagoge.
Fellot begann seine Ausbildung am Konservatorium von Lyon, wo er 1928 den Ersten Preis im Fach Orgel erhielt, und studierte dann an der Schola Cantorum bei Maurice Sergeant und Louis Vierne. Er unterrichtete Orgel an der Ecole César-Franck und Klavier am Collège Stanislas in Paris und wirkte als Organist und Kapellmeister an den Pariser Kirchen St-Louis-en-l’Ile, St-Augustin und Notre-Dame-du-Rosaire de Plaisance. Fellot befasste sich auch mit dem Orgelbau. Er schrieb darüber das Buch Plein-Jeu und baute zwischen 1950 und 1955 selbst eine Orgel. 1962 veröffentlichte er  L’Orgue classique français, ein Buch, in dem er sich kritisch mit der zeitgenössischen Praxis der Restauration historischer Orgeln auseinandersetzte. Das Werk erschien 1993 in einer Neuauflage. Fellot war mit der Organistin Geneviève Halluitte verheiratet. Sein Cousin war der Geiger und Musikwissenschaftler Henri Fellot.

## Quelle
- Angaben auf der privaten Seite Musica et Memoria (französisch)
- Literatur von und über Jean Fellot im SUDOC-Katalog (Verbund französischer Universitätsbibliotheken)

| Personendaten    | Personendaten                            |
| ---------------- | ---------------------------------------- |
| NAME             | Fellot, Jean                             |
| KURZBESCHREIBUNG | französischer Organist und Musikpädagoge |
| GEBURTSDATUM     | 8. Juni 1905                             |
| GEBURTSORT       | Saint-Marcellin, Isère                   |
| STERBEDATUM      | 2. März 1967                             |
| STERBEORT        | Paris                                    |